# Lasiomyrma wiwatwitayai
Lasiomyrma wiwatwitayai (лат.) — вид муравьёв рода Lasiomyrma из подсемейства мирмицины (Myrmicinae, Crematogastrini). Юго-Восточная Азия. Первый материковый представитель рода, ранее известного только с островов Калимантан и Ява. Видовое название дано в честь таиландского энтомолога Деча Виватвитайя (Dr. Decha Wiwatwitaya, Ant Museum, Kasetsart University, Бангкок), который обнаружил типовую серию.

## Распространение
Северо-восточный Таиланд: Nakon Ratchasima Prov., Chanthaburi Prov. Обнаружен в гнилой древесине в подстилочном слое в вечнозелёном лесу на высотах от 800 до 1400 м.

## Описание
Мелкие муравьи коричневого цвета, длина тела рабочих от 2,2 до 2,9 мм (самки и самцы не обнаружены). Длина головы от 0,7 до 0,73 мм, ширина головы от 0,63 до 0.65 мм; длина скапуса усика от 0,43 до 0,45 мм. Отличается от близких видов следующими признаками: более широким промезонотумом и дорсально более выпуклым, верхняя часть проподеума прямая в профиль, проподеальные шипики притуплённо-угловатые и короче своей ширины у основания. Заднегрудка с проподеальными шипиками. Усики длинные, у самок и рабочих 11—12-члениковые, булава 3-члениковая. Жвалы рабочих треугольно-вытянутые, с 7—9 зубцами. Нижнечелюстные щупики 2-члениковые, нижнегубные щупики состоят из 2 сегментов. Усиковые бороздки отсутствуют. Голени средних и задних ног без апикальных шпор. Стебелёк между грудкой и брюшком состоит из двух сегментов (петиоль + постпетиоль). Кутикула толстая и плотно скульптированная. Жало развито.